# +Pretty +Dirty World Tour
De +Pretty +Dirty World Tour is de zesde concerttournee van de Colombiaanse artiest en zanger Maluma. De tour ging van start op 16 maart 2025 in Barcelona. Tijdens de tournee neemt Maluma het publiek mee door alle tijdperken en albums van zijn carrière.

## Achtergrond
Op 2 november 2024 onthulde de Colombiaanse zanger Maluma via zijn sociale media zijn oldschool look, waarmee hij terugkeerde naar de stijl van zijn tweede studioalbum Pretty Boy, Dirty Boy. Dit deed hij onder het motto +Pretty +Dirty, wat hintte op een terugkeer naar zijn muzikale roots, maar deze keer in een krachtigere en volwassener versie.
De volgende dag verzamelde Maluma zijn fans in Madrid, waar hij, staand op een bus met promotiemateriaal, officieel zijn nieuwe tour +Pretty +Dirty aankondigde.
De eerste aangekondigde tourdata omvatten twaalf Europese steden, met concerten gepland tussen maart en april 2025. De voorverkoop begon op 5 november. Slechts twee dagen na de start van de algemene verkoop waren de shows in Parijs, Bologna en Madrid uitverkocht, waarna een extra concert werd toegevoegd in de Spaanse hoofdstad.

## Shows
| Datum (2025) | Stad                | Land                | Locatie                   |
| Europa       | Europa              | Europa              | Europa                    |
| ------------ | ------------------- | ------------------- | ------------------------- |
| 15 maart     | Barcelona           | Spanje              | Palau Sant Jordi          |
| 18 maart     | Londen              | Verenigd Koninkrijk | The O2                    |
| 20 maart     | Rotterdam           | Nederland           | Rotterdam Ahoy            |
| 21 maart     | Brussel             | België              | ING Arena                 |
| 23 maart     | Parijs              | Frankrijk           | Accor Arena               |
| 25 maart     | Oberhausen          | Duitsland           | Rudolf Weber-Arena        |
| 27 maart     | München             | Duitsland           | Olympiahalle              |
| 29 maart     | Zürich              | Zwitserland         | Hallenstadion             |
| 30 maart     | Casalecchio di Reno | Italië              | Unipol Arena              |
| 1 april      | Esch-sur-Alzette    | Luxemburg           | Rockhal                   |
| 4 april      | Madrid              | Spanje              | Movistar Arena            |
| 5 april      | Madrid              | Spanje              | Movistar Arena            |
| 6 april      | Lissabon            | Portugal            | Altice Arena              |
| 9 april      | Madrid              | Spanje              | Movistar Arena            |
| Zuid-Amerika |                     |                     |                           |
| 25 maart     | Medellín            | Colombia            | Estadio Atanasio Girardot |
| 27 maart     | Bogotá              | Colombia            | Estadio El Campín         |
| 6 augustus   | México-Stad         | Mexico              | Palacio de los Deportes   |
| 8 augustus   | México-Stad         | Mexico              | Palacio de los Deportes   |
| 9 augustus   | México-Stad         | Mexico              | Palacio de los Deportes   |
| 13 augustus  | Monterrey           | Mexico              | Arena Monterrey           |
| 15 augustus  | Guadalajara         | Mexico              | Auditorio Telmex          |
| 16 augustus  | Guadalajara         | Mexico              | Auditorio Telmex          |